# Fernando Albizu
Fernando Albizu Ruiz de Alegría (Vitoria, 21 de septiembre de 1963) es un actor español.

## Biografía
Nacido en Vitoria, pero afincado en Madrid, Fernando Albizu se graduó en Diseño de Moda en la Escuela Superior de Diseño y Moda, Goymar, trabajando posteriormente en la misma academia como profesor de dibujo para impartir un curso del INEM, en Alcalá de Henares. Su primer contacto con la interpretación fue haciendo el vestuario para un grupo de cabaret en el que terminó actuando. También en bares y en zarzuelas donde ya demostró las virtudes de los grandes cómicos.
Su primera incursión en el cine fue en 1994, en un cortometraje, y desde entonces fue compaginando pequeños papeles en la gran pantalla con apariciones esporádicas en series de televisión como Cuéntame cómo pasó, Hospital Central o Mis adorables vecinos. También cabe destacar sus papeles fijos en Casi perfectos (2004-2005) y Doctor Mateo (2009-2011). 
Albizu ha rodado con algunos de los directores más destacados de España como Juan Carlos Fresnadillo, Eloy de la Iglesia, Miguel Hermoso, Guillermo del Toro, Miguel Albaladejo, David Pérez Sañudo o Daniel Sánchez Arévalo, quien le dirige en la película Gordos (2009), y le vale una nominación a los Premios Goya como Mejor actor revelación por interpretar a un criminólogo con problemas de peso. En 2020, recibió el Premio Serantes como reconocimiento a su carrera en el Festival de Santurtzi.  
Ha participado en diferentes cortometrajes, con los que ha conseguido diferentes premios, como el de mejor actor vasco en el Festival de cine fantástico de Bilbao (FANT) o la mención a mejor interpretación en el Festival de Terror de Molins de Rei, ambos por Aprieta pero raramente ahoga, de David Pérez Sañudo. 
En teatro destaca en varios montajes como Las obras completas de William Shakespeare, Volpone, Los productores, Sé infiel y no mires con quién o Luces de bohemia.

## Filmografía

### Cine
| Año  | Título                                        | Pesonaje           | Dirección                                        |
| 2024 | La herencia tiene un precio                   | Luis               | Giovanni Bognetti                                |
| 2024 | Transmitzvah                                  | Freddy             | Daniel Burman                                    |
| 2024 | Deviant                                       | Óscar              | Daniel M. Caneiro                                |
| 2023 | Agrio (cortometraje)                          | José               | David Pérez Sañudo                               |
| 2023 | Mi otro Jon                                   | Jon                | Paco Arango                                      |
| 2023 | Honeymoon                                     | Andrés             | Enrique Otero                                    |
| 2023 | Artesanía (cortometraje)                      | José               | David Pérez Sañudo                               |
| 2023 | El querer (cortometraje)                      | Sacerdote          | Miguel Machetti                                  |
| 2021 | Ogro (cortometraje)                           | Conserje           | Herminio Cardiel                                 |
| 2021 | El fantasma de la sauna                       | Conde              | Luis Navarrete                                   |
| 2021 | El buen patrón                                | Román              | Fernando León de Aranoa                          |
| 2020 | Ane                                           | Ikasteta Burua     | David Pérez Sañudo                               |
| 2019 | Un Mundo Salvaje (cortometraje)               | El Santo           | Rodrigo Marini y David Santamaría                |
| 2018 | Ane (cortometraje)                            | Jon                | David Pérez Sañudo                               |
| 2018 | 70 binladens                                  | Elías              | Koldo Serra                                      |
| 2018 | Ana de día                                    | Maestro            | Andrea Jaurrieta                                 |
| 2018 | Asesinato en la Universidad                   | Nicolás de Medina  | Iñaki Peñafiel                                   |
| 2017 | El precio del éxito                           | Paco               | Jesús Ponce                                      |
| 2017 | Aprieta pero raramente ahoga (cortometraje)   | Cosme              | David Pérez Sañudo                               |
| 2017 | El rebaño (cortometraje)                      | Juan               | Luis Ortí                                        |
| 2016 | Tiempos Muertos (cortometraje)                | Julio Franco       | David Pérez Sañudo                               |
| 2016 | Rumbos                                        | Paco               | Manuela Burló Moreno                             |
| 2015 | Ramiro                                        | Ramiro             | Adrián Ramos Alba y Oriol Segarra                |
| 2015 | A cambio de nada                              | Matías             | Daniel Guzmán                                    |
| 2014 | Agur (cortometraje)                           | José María         | David Pérez Sañudo                               |
| 2014 | Firme Usted Aquí                              | Paco               | Rodrigo Zarza                                    |
| 2013 | Omnívoros                                     | Dimas              | Óscar Rojo                                       |
| 2013 | Entre pinceladas                              | Director del museo | Javier De Juan Gerónimo                          |
| 2013 | El esnifador                                  | El esnifador       | Alejandro Marcos                                 |
| 2011 | Carne cruda                                   | Karpacho           | Tirso Calero                                     |
| 2011 | La curva de la felicidad                      | Director serie     | Luis Sola                                        |
| 2011 | Operación Malaya                              | Jesús Gil y Gil    | Manuel Huerga                                    |
| 2009 | Gordos                                        | Andrés             | Daniel Sánchez Arévalo                           |
| 2008 | Fuera de carta                                | Valero             | Nacho G. Velilla                                 |
| 2007 | Lola, la película                             | Don Damián         | Miguel Hermoso                                   |
| 2006 | El laberinto del fauno                        | Maquinista         | Guillermo del Toro                               |
| 2006 | Posdata                                       | Ramiro             | Rafael Escolar                                   |
| 2005 | McGuffin                                      | César              | Juanma R. Pachón                                 |
| 2004 | Laura, basado en hechos reales (cortometraje) |                    | Tote Trenas                                      |
| 2004 | Frágil                                        | Diego              | Juanma Bajo Ulloa                                |
| 2004 | Cachorro                                      | Waldo              | Miguel Albaladejo                                |
| 2003 | Los novios búlgaros                           | Mogambo            | Eloy de la Iglesia                               |
| 2003 | El caballero Don Quijote                      | Sargento Mayor     | Manuel Gutiérrez Aragón                          |
| 2002 | No somos nadie                                | Transportista      | Jordi Mollà                                      |
| 2001 | Intacto                                       | Policía Mayor      | Juan Carlos Fresnadillo                          |
| 2000 | Año mariano                                   | Funcionario        | Karra Elejalde y Fernando Guillén Cuervo         |
| 1998 | Sacrificio (cortometraje)                     | Rey negro          | Covadonga Icaza                                  |
| 1995 | Atacadas (cortometraje)                       |                    | José Bottamino                                   |
| 1994 | Según el corte (cortometraje)                 |                    | José Bottamino                                   |
| 1993 | Siempre perdiendo                             | En el Telediario   | Javier Cansado, Carlos Faemino y Mercedes Ibáñez |
| 1992 | Carla (cortometraje)                          | Fernando           | Jorge de Guillae                                 |

### Televisión
| Año         | Título                          | Episodios |
| ----------- | ------------------------------- | --- |
| 2024        | Las abogadas                    | 2 episodios |
| 2022        | Intimidad                       | 5 episodios |
| 2020        | Por H o por B                   | 3 episodios |
| 2018-2019   | Amar es para siempre            | Alfonso Álvarez de Tudela. Principal 7ª temporada.                                                                  |
| 2014        | ¡Mira quién baila!              | Como concursante. 13 programas                                                                                      |
| 2013 - 2014 | Me resbala                      | 2 programas |
| 2009 - 2011 | Doctor Mateo                    | 37 episodios |
| 2011        | Hoy quiero confesar             | 1 episodio |
| 2011        | Operación Malaya                | 2 episodios |
| 2010        | Tarancón, el quinto mandamiento | 2 episodios |
| 2009        | Los misterios de Laura          | 1 episodio: El misterio del loro azul                                                                               |
| 2007 - 2008 | Cuenta atrás                    | 2 episodios: Antiguos almacenes de Sepu, 20:32 horas, Océano Atlántico, aguas jurisdiccionales de Togo, 07:14 horas |
| 2007        | Gominolas                       | 7 episodios (+ 1 episodio inédito)                                                                                  |
| 2005        | El auténtico Rodrigo Leal       | 12 episodios |
| 2005        | 7 días al desnudo               | 1 episodio: Horror vacui                                                                                            |
| 2004 - 2005 | Casi perfectos                  | 16 episodios |
| 2004        | Mis adorables vecinos           | 2 episodios: Yo fui a la boda de Leti, Yo vivía en un bloque de barrio y ahora me codeo con la jet                  |
| 2003        | Hospital Central                | 1 episodio: Los trapos sucios                                                                                       |
| 2002        | Cuéntame cómo pasó              | 1 episodios: Arriba el telón                                                                                        |
| 2001        | Papá                            | ¿? episodios |
| 1999        | Manos a la obra                 | 1 episodio: El saber si ocupa lugar                                                                                 |
| 1999        | Petra Delicado                  | 1 episodio: Rosa ensangrentada                                                                                      |

- También ha grabado monólogos para El club de la comedia y ha participado como cómico en programas como Los irrepetibles, Splunge y Saturday Night Live.

### Teatro
| Año  | Título                                           | Autor                                                   | Director                                                |
| ---- | ------------------------------------------------ | ------------------------------------------------------- | ------------------------------------------------------- |
| 2016 | Y la casa crecía                                 | Jesus Campos                                            | Jesús Campos                                            |
| 2015 | Trágala, trágala                                 | Iñigo Ramírez de Haro                                   | Juan Ramon Toro                                         |
| 2012 | El inspector                                     | Nikolái Gógol                                           | Miguel del Arco                                         |
| 2012 | Luces de bohemia                                 | Ramón María del Valle-Inclán                            | Lluís Homar                                             |
| 2011 | Rumores                                          | Neil Simon                                              | Pedro G. de las Heras                                   |
| 2009 | Sé infiel y no mires con quién                   | John Chapman Ray Cooney                                 | Pilar Massa                                             |
| 2009 | La duquesa al hoyo... y la viuda al bollo        | Íñigo Ramírez de Haro                                   | José Luis Sáiz                                          |
| 2007 | Salir del armario                                | Francis Veber                                           | José Luis Sáiz                                          |
| 2006 | Los productores                                  | Mel Brooks                                              | BT McNicholl                                            |
| 2004 | Hombres, mujeres y punto                         | Espectáculo de cinco monólogos producido por Globomedia | Espectáculo de cinco monólogos producido por Globomedia |
| 2003 | Adiós a todos                                    | Luis García Araus                                       | Aitana Galán                                            |
| 2003 | Los chicos de la banda (ayudante de dirección)   | Mart Crowley                                            | Pedro G. de las Heras                                   |
| 2003 | Volpone                                          | Ben Jonson                                              | Alicia Robledo                                          |
| 2002 | La secta (lectura dramatizada)                   | Luis García Araus                                       | Aitana Galán                                            |
| 2002 | Federica de Bramante o Las florecillas del fango | Tono Jorge Llopis                                       | Pedro G. de las Heras                                   |
| 2002 | Pa siempre                                       | Sebastián Junyent                                       | Sebastián Junyent                                       |
| 2000 | El gordo y el flaco                              | Juan Mayorga                                            | Luis Blat                                               |
| 1999 | Las obras completas de William Shakespeare       | Adam Long Daniel Singer Jess Winfield                   | Jon Patrick Walker                                      |
| 1998 | Balada de los tres inocentes                     | Pedro María Herrero                                     | José Luis Sáiz                                          |
| 1996 | Caníbales                                        | Nicky Silver                                            | José Luis Sáiz                                          |

- También ha actuado en zarzuelas (Los gavilanes, Gigantes y cabezudos, Agua, azucarillos y aguardiente, Serafín, el pinturero, El chaleco blanco, El barquillero, La leyenda del beso) y en cabarets (Mosaiko musical, Varietés).

## Premios
Premios Anuales de la Academia "Goya"
| Año  | Categoría                                 | Película       | Resultado |
| ---- | ----------------------------------------- | -------------- | --------- |
| 2009 | Mejor actor revelación                    | Gordos         | Nominado  |
| 2021 | Mejor interpretación masculina de reparto | El buen patrón | Nominado  |

Premios de la Unión de Actores
| Año  | Categoría                      | Película       | Resultado |
| ---- | ------------------------------ | -------------- | --------- |
| 2009 | Mejor actor de reparto de cine | Gordos         | Ganador   |
| 2022 | Mejor actor de reparto de cine | El buen patrón | Ganador   |